# Jagodno (województwo warmińsko-mazurskie)
Jagodno – wieś w Polsce położona w województwie warmińsko-mazurskim, w powiecie elbląskim, w gminie Elbląg. Leży na obszarze Parku Krajobrazowego Wysoczyzny Elbląskiej i nad Zatoką Elbląską przy drodze wojewódzkiej nr 503. Jest najbardziej na południe wysuniętym portem Zalewu Wiślanego nie licząc Elbląga. 
Jagodno leży na trasie (zawieszonej obecnie) linii kolei nadzalewowej Elbląg-Suchacz-Tolkmicko-Frombork-Braniewo. W latach 1975–1998 miejscowość administracyjnie należała do województwa elbląskiego.
Nazwę miejscowości Jagodno wprowadzono w 2000 roku w miejsce Jagodna. Poprzednia nazwa funkcjonuje jeszcze w potocznym użyciu.